# Geosmithia malachitea
Geosmithia malachitea är en svampart som beskrevs av Yaguchi & Udagawa 1993. Geosmithia malachitea ingår i släktet Geosmithia, ordningen köttkärnsvampar, klassen Sordariomycetes, divisionen sporsäcksvampar och riket svampar.   Inga underarter finns listade i Catalogue of Life.